# Staatskapelle Berlin

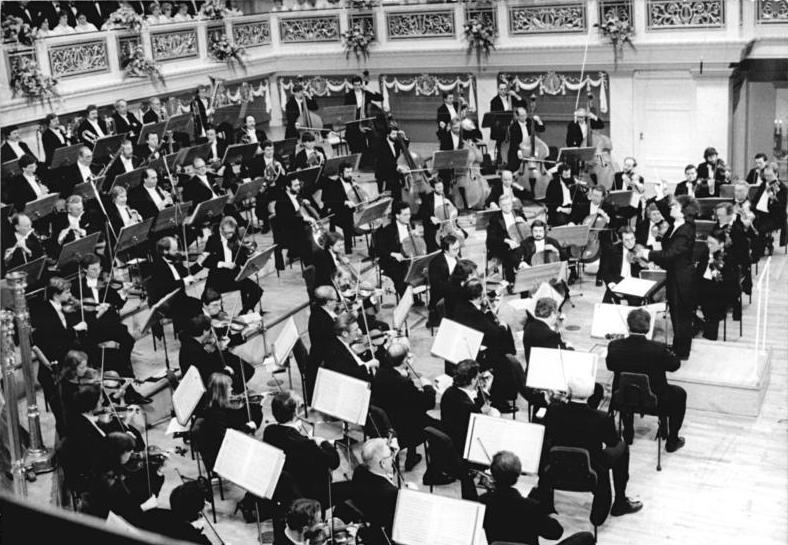
De Staatskapelle op nieuwjaarsdag 1987

De Staatskapelle Berlin is het orkest van de Staatsoper Unter den Linden in Berlijn. De chef-dirigent is de Generalmusikdirektor van de Berliner Staatsoper. Sinds eind 1991 was dat Daniel Barenboim, die zich begin 2023 om gezondheidsredenen terugtrok.

## Geschiedenis
In het jaar 1570 werd voor het eerst van de Kurfürstliche Hofkapelle melding gemaakt, waarmee de grondlegging van het huidige orkest een feit was. Met de benoeming van de keurvorst van Brandenburg tot koning van Pruisen werd het ensemble in 1701 omgedoopt tot Königliche Kapelle. Tot dit tijdstip bestond het uit ongeveer 30 musici. Na een voorbijgaande omvorming tot militair orkest werden de musici in 1741 door Frederik II van Pruisen met het orkest uit Rheinsberg samengevoegd. Deze königliche Hofkapelle zu Berlin verzorgt de heropening van de Lindenoper in 1742. Onder de tot op heden bekende musici van de toenmalige hofkapel waren Carl Philipp Emanuel Bach en Franz Benda, die door Johann Joachim Quantz geleid werd.
Op 1 maart 1783 gaf het orkest in Hotel Paris onder hofkapelmeester Johann Friedrich Reichardt het eerste concert voor een breder publiek.
In 1811 werden de Berliner Oper en het Nationale Theater en de orkesten daarvan samengevoegd. Met de nieuwe Generalmusikdirektor Giacomo Meyerbeer werden vanaf 1842 de opdrachten van het orkest verbreed en een eerste jaarlijks abonnementreeks van concerten in het leven geroepen. In de daaropvolgende jaren werkt de hofkapel aan ettelijke premières mee, onder andere onder leiding van Richard Wagner, Felix Mendelssohn Bartholdy en Otto Nicolai, die in 1848 tot hofkapelmeester benoemd werd. In 1908 werd Richard Strauss chef van het orkest, dat in 1918 van Hofkapelle tot Staatskapelle werd omgedoopt. In 1923 werd Erich Kleiber Generalmusikdirektor, en tijdens de Tweede Wereldoorlog was Herbert von Karajan chef-dirigent. Onder zijn leiding vindt ook de eerste stereo-opname plaats, in het jaar 1944. Van 1964 tot het uiteenvallen van de DDR in 1989 was Otmar Suitner chef-dirigent van het orkest. Op 30 december 1991 gaf Daniel Barenboim zijn eerste concert als nieuwe chef-dirigent van het orkest en als Generalmusikdirektor van de Staatsoper. Begin 2023 trok hij zich om gezondheidsredenen uit beide functies terug

## Karakterisering
De Staatskapelle Berlin geldt als een van de leidinggevende orkesten van Duitsland en Europa. Tijdens concertreizen heeft het internationale erkenning verworven en zich ook in het bijzonder door cyclische uitvoeringen gedurende de sinds 1996 plaatsvindende “feestdagen” uitmuntend getoond. Naast Daniel Barenboim werd het ensemble veelvuldig door andere beroemde dirigenten onder wie Michael Gielen en Pierre Boulez geleid.
Als specialiteit van het orkest wordt vooral de warme, donkere, „Duitse“ klank genoemd.

## Kapelmeesters / Chef-dirigenten
- 1759–1775 Johann Friedrich Agricola
- 1775–1794 Johann Friedrich Reichardt
- 1816–1820 Bernhard Anselm Weber
- 1820–1841 Gaspare Spontini
- 1842–1846 Giacomo Meyerbeer
- 1848–1849 Otto Nicolai
- 1871–1887 Robert Radecke
- 1888–1899 Joseph Sucher
- 1899–1913 Richard Strauss
- 1913–1920 Leo Blech
- 1923–1934 Erich Kleiber
- 1935–1936 Clemens Krauss
- 1941–1945 Herbert von Karajan
- 1948–1951 Joseph Keilberth
- 1954–1955 Erich Kleiber
- 1955–1962 Franz Konwitschny
- 1964–1990 Otmar Suitner
- 1992–2023 Daniel Barenboim

## Onderscheidingen
Aan het orkest is in de laatste jaren een reeks van onderscheidingen toegekend:
- Echo Klassik 2007 (Ensemble/Orkest van jaar, categorie: ‘nieuwe muziek’): Mahler, Symfonie nr. 9, met Daniel Barenboim (Warner, 2007).
- Orkest van het jaar 2006 (onderscheiding van het tijdschrift Opernwelt): Staatskapelle Berlin onder Daniel Barenboim
- Grammy Award 2003 (beste opera opname): Wagner, Tannhäuser. Daniel Barenboim (dirigent), Jane Eaglen, Thomas Hampson, Waltraud Meier, René Pape e.a.; Koor van de Duitse Staatsopera Berlijn.
- Wilhelm-Furtwängler-Preis 2003, samen met Daniel Barenboim.